# Mikko Kolehmainen
Mikko Kolehmainen (né le 18 août 1964 à Mikkeli) est un kayakiste finlandais. Aux Jeux olympiques d'été de 1992 disputés à Barcelone, il est médaillé d'or au K-1 500 mètres. L'année suivante, il devient champion du monde sur la même distance.
En 1996, il est désigné porte-drapeau finlandais pour les Jeux d'Atlanta.